# Pony- en Motortram 't Joppe
De Pony- en motortram 't Joppe was van de jaren zestig tot 1996 een veldspoorlijntje, smalspoor van 600 mm, in de bostuin van Johan W. Montenberg nabij Joppe, in de Nederlandse provincie Gelderland.
Toen Montenberg in de jaren 60 bezig was met het boek Hoe Deventer vroeger spoorde. Trein, tram en paardetram. Historie en herinnering (95 p., samen met H.J. Wolters, 1966) ontdekte hij in de bossen bij Nunspeet een ponytramrijtuig uit 1890, fabrikant Glassing & Scholwer. Dit tramrijtuig, ook wel baladeuse genoemd, reed op het landgoed van het Ronde Huis, tussen Vierhouten en Nunspeet.
Het tramrijtuigje kwam in zijn achtertuin te staan en spoedig daarna wist hij beslag te leggen op een paar honderd meter draagbaar veldspoor (Decauvillespoor) van Steenfabriek Fortmond en ontstond er een ringspoorlijntje van 300 meter rond zijn huis. De ponytram werd eerst getrokken door Quicky, later opgevolgd door Fury.
In de loop der jaren werd de collectie uitgebreid met diverse lorries, (zelfbouw-)wagons, een Orenstein & Koppel RL1C-diesellocomotief uit 1934 en een Diema-DS16 uit 1957.
Na Montenbergs dood, begin 1996, is het spoor opgebroken en is de collectie overgegaan in die van Stichting Rijssens Leemspoor in Rijssen, waarvan een deel als mobiel erfgoed is opgenomen in het Nationaal Register Railmonumenten, van de stichting
Mobiele Collectie Nederland. Het bokkentuig, gebruikt voor  het trekken van de tram, is opgenomen in de collectie van het Speelgoedmuseum in Deventer.